# Lucky Po
Lucky Po, född 2 juni 1995 i Enköping i Uppsala län, död 2013, var en svensk varmblodig travhäst. Han tränades av Stefan Melander. Han var Melanders första stora stjärna och en av hästarna i hans första unghästkull.
Lucky Po tävlade åren 1998–2005 och sprang in 4,3 miljoner kronor på 92 starter varav 22 segrar, 7 andraplatser och 13 tredjeplatser. Bland hans främsta meriter räknas segrarna i Svenskt Travkriterium (1998), Konung Gustaf V:s Pokal (1999), andraplatsen i Eskilstuna Fyraåringstest (1999) och tredjeplatserna i Sprintermästaren (1999), Svenskt Travderby (1999). Han deltog i Elitloppet 1999, endast fyra år gammal, men slutade där oplacerad.